# Slavia Friulana

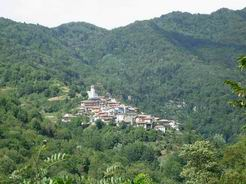
Topolò, pueblo típico de los valles del Natisone en la Slavia friulana.

La Slavia friulana, llamada también Slavia italiana o Slavia véneta (Sclavanie en friulano, Benečija o Beneška Slovenija en esloveno) es la denominación de la región de colinas y montañas (Prealpes Julianos) del Friul oriental, que se extiende entre Cividale del Friuli y los montes que quedan sobre Caporetto (actualmente en Eslovenia). 
Los eslavos se establecieron en esta zona ya en la época longobarda, tanto que fue propio el poder longobardo el que acogió los primeros colonos y llevó el confín oriental entre la población romana y eslava, casi coincidente con el límite natural que existe entre la llanura (romano) y el territorio montañoso de los prealpes (eslavo). 
La presencia eslava se reforzó probablemente tras las invasiones magiares del siglo IX, puesto que el Patriarcado de Aquileya se sirvió de grupos de campesinos eslavos de diversas procedencias (por lo general eslovenos de la Carintia y Carniola) también para repoblar algunas zonas de la llanura friulana devastada y casi desertificación de las incursiones magiares, y no se puede excluir que otro tanto ocurriera en las zonas montañosas. Los grupos étnicos eslavos de la llanura friulana todavía fueron asimiladas culturalmente por la población friulanohablante. 

## Lista de los municipios
La Slavia friulana comprende el territorio de los siguientes municipios:
| Municipio                                      | Habitantes (2007) | Superficie (km²) |
| ---------------------------------------------- | ----------------- | ---------------- |
| Drenchia (Dreka)                               | 162               | 13,28            |
| Grimacco (Garmak)                              | 427               | 14,5             |
| Pulfero (Podbonesec)                           | 1.095             | 48,03            |
| San Leonardo (Svet Lienart o también Podutana) | 1.202             | 27,00            |
| San Pietro al Natisone (Špietar)               | 2.255             | 23,98            |
| Savogna (Sauodnja)                             | 535               | 22,11            |
| Stregna (Srednje)                              | 430               | 19,70            |
| Lusevera (Bardo)                               | 749               | 52,00            |
| Taipana (Tipána)                               | 715               | 65,00            |
|                                                |                   |                  |
| Total                                          | 7.570             | 285,60           |

Según algunos también formarían parte de la Slavia friulana los municipios de Resia, los municipios de Attimis, Faedis, Nimis, Prepotto y Torreano se encontrarían parcialmente, mientras que Tarcento no formaría parte como las localidades de Bergogna (Breginj), Luico (Livek) y Robis (Robič), o también en el municipio de Caporetto en Eslovenia.